# شارل التاسع ملك فرنسا

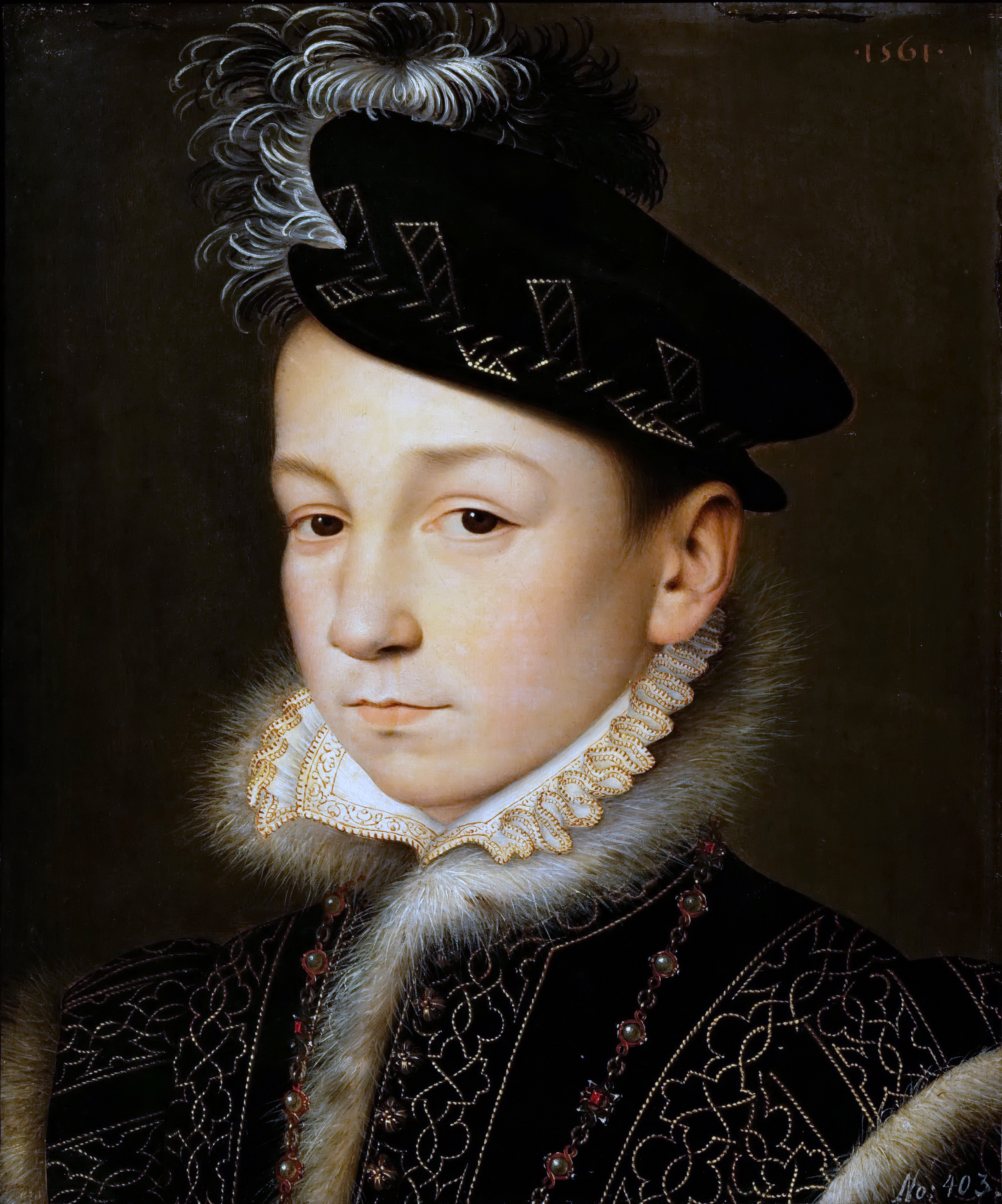
تشارلز التاسع

تشارلز التاسع (27 حزيران 1550 - 30 أيار 1574) ولد تشارلزز ماكسميلين، ملك فرنسا، وحكم من 1560 حتى موته. معروف بالملك في زمن مذبحة بارثولوميو النهارية.

## حياته
ولد في القصر الملكي للقديس جيرميان، وهو الابن الثاني للملك هنري الثاني وكاثرين ميديس وحفيد فرانسوا الأول وكلود الفرنسي، وأخ لفرانسوا الثاني وهنري الثالث. هو ابن من عشرة أطفال:
- فرانسوا الثاني، ملك فرنسا (19 كانون الثاني 1544 - 5 كانون الأول 1560).
- إليزابيث، ملكة إسبانيا (2 نيسان 1545 - 3 تشرين الأول 1568)
- كلود، قرين دوقة لورين (12 تشرين الثاني 1547 - 21 شباط 1575).
- لويس، دوق اورلينس (3 شباط 1549 - 24 تشرين الأول 1549). مات في الطفولة.
- هنري الثالث، ملك فرنسا (19 أيلول 1551 - 2 آب 1589).
- مارجريت، زوجة ملك فرنسا ونفار (14 أيار 1553 - 27 آذار 1615).
- فرانوسا، دوق انجو (18 آذار 1555 - 19 حزيران 1584).
- فكتوريا (24 حزيران 1556 - 24 كانون الثاني 1556)
- جون (24 حزيران 1556 - آب 1556). كات في الطفولة.

تمت ترقيته إلى فارس يوم الأحد 14 أيار 1564 في كنيسة القديس جورج، ويندسور، مع فرانسيس روسل، ايرل الثاني لبيدفورد والسير هنري سيدني. في هذه السنة أصدر تشارلزيز التاسع مرسوم روسيل الذي يقضى بتثبيت الأول من كانون الثاني كأول يوم من أيام السنة.

### ملك فرنسا
بعد موت أخيه الأكبر فرانسوا الأول في 1560, طالب بالعرش ثم توج كملك فرنسا في 1560 في كاتدرئية ريمس. سياسة تلك الحقية تأثرت كثيرا بأمه، كاثرين ميديس، التي كانت وصية عليه لأنه كان في سن العاشرة، وبقوة الزعماء الدينين من الفئة المعارضة:البروتستانت والكاثوليك.
أول حروب فرنسا الدينية اندلعت في 1562-1563 عندما استولت قوات مسلحة بروتستانتية على بعض مدن فرنسية بعد هجوم على البروتستانت المصلون من قبل خدم الدوق جوس. بعد أربعة أعوام من السلام، جائت محاولة من جيوش هوجيونوت
في موكس من أجل أسر الملك مما أدى إلى حرب دينية ثانية من 1567 إلى 1568. وتفجرت حرب ثالثة في جنوب فرنسا من 1568 إلى 1570 من تدخلات أجنبية.

### الزواج
في 26 تشرين الثاني 1570 تزوج تشارلز من إليزابيث أوستريا. وأنجبوا ابنة واحدة، ماري إليزابيث (27 تشرين الأول 1572 - 9 نيسان 1578). وكان لتشارلز أيضا ابن غير شرعي، دوق انجوليمي، وذلك من عشيقته، ماري توشيت.
في 1572, شاهد تشارلز التاسع مذبحة الألف من الهوجونوت (البروتستانت) في باريس حيث عرفت بمذبحة الهوجونوت النهارية.
لم يعيش تشارلز التاسع كثيرا مع المذبحة. كان دائما هشا، عاطفيا وجسديا: عاطفيا، مع أمزجه المتقلبة بين الفخر بما حققه في المذبحة وبين صيحات القتلى التي تدق في أذنه. في النهاية لأم أمه قائلا: «من غيرك السبب في كل هذا؟, والله أنتي السبب» ردت الملكة الأم بالتصريح عن أنها كان لها ابن مجنون. جسديا، لم يكن تشارلز قوى أبدا، وكان يتجه نحو السل.
الإجهاد بعد المذبحة أضعف جسده، وبحلول ربيع 1574, السعال الأجش صار دراميا وصار النزيف أكثر عنفا. وأصبح طريح الفراش.

### الموت
في يومه الأخير 30 أيار 1574 في شاتو فينسيس، فال دي مارني، استدعى تشارلز هنري الثالث، عانقه وقال له، «أخي، أنت تفقد صديق جيد، لقد اعتقدت أني لن أخبرك لأنك لن تكون حيا. ولكني أحببتك دائما... أنا أثق بك لكي تعتني بزوجتي وابنتي. صلي من أجلى. الوداع»
لم يكمل تشارلز الأربعة وعشرون عام. وبعده انتقل عرش فرنسا إلى هنري الثالث.

## الخيال
تشارلز التاسع هو شخصية مساعدة في الخيال التاريخي Queen Margot, والذي ركز على الزواج بين هنري ومارجيتا فاليوس. في الكتاب، أم تشارلز كاثرين ميديس تسبب موته بالزرنيخ ولكنها كانت حاثة. كانت تحاول اغتيال هنري عن طريق وضع كتاب ملوث في غرته ولكن تشارلز يجد الكتاب بدلاً من هنري ويتعرض لجرعة قاتلة من الزرنيخ.

## روابط خارجية
- شارل التاسع ملك فرنسا على موقع الموسوعة البريطانية (الإنجليزية)
- شارل التاسع ملك فرنسا على موقع إن إن دي بي (الإنجليزية)